# Тамань (станица)
Тама́нь — станица в Темрюкском районе Краснодарского края России. Административный центр Таманского сельского поселения.
Население 10 827 (2021).

## География

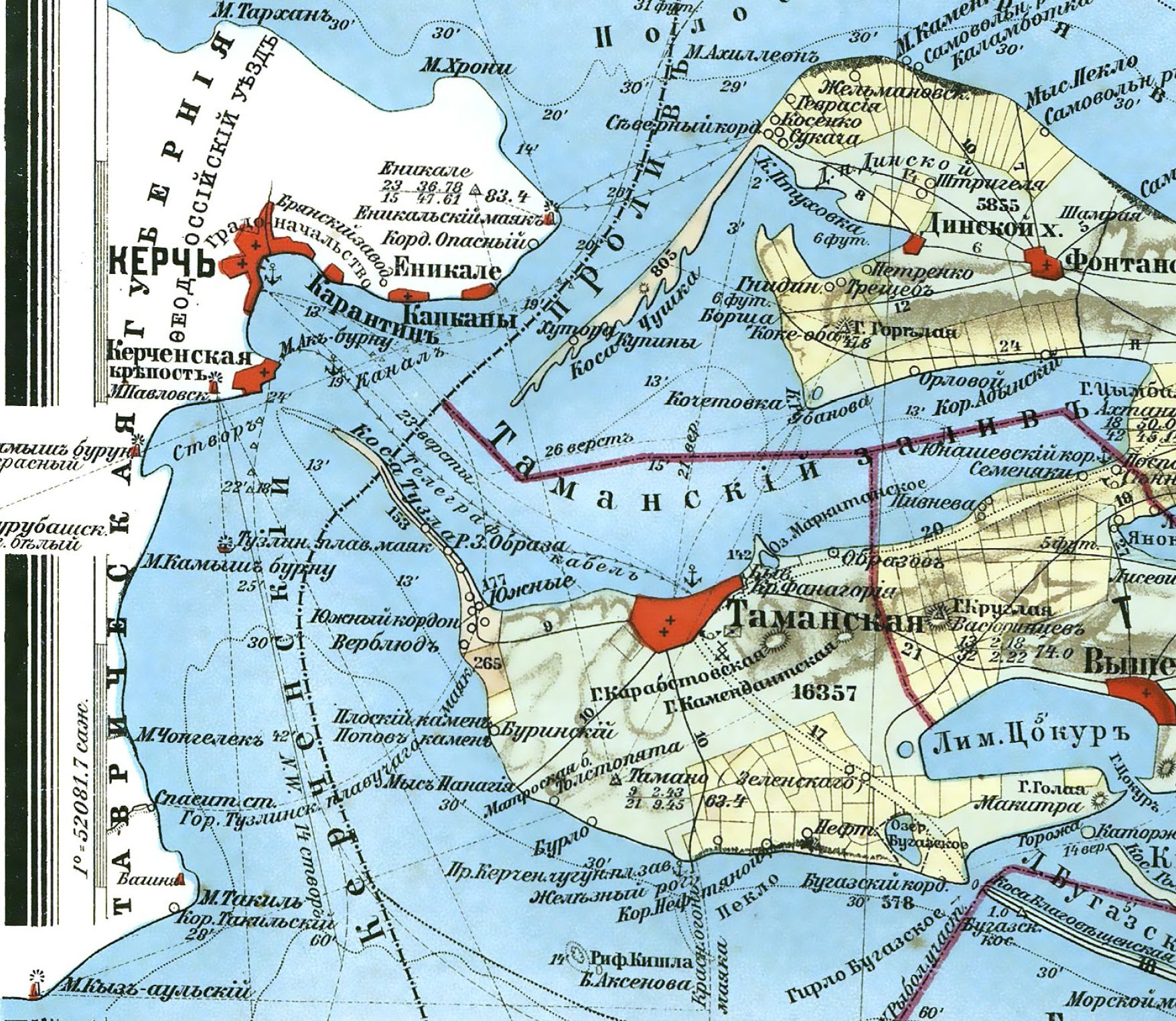
Станица Тамань на карте Керченского пролива

Станица расположена на западе Таманского полуострова (полуостров часто называют просто Таманью), на южном побережье Таманского залива, находящегося в акватории Керченского пролива.
Находится в 63 км к юго-западу от районного центра городаТемрюка и в 220 км к северо-западу от краевого центра города Краснодара. К юго-западу от населённого пункта возвышается Карабетова сопка, с грязевыми вулканами.
В нескольких километрах южнее станицы (к западу от посёлка Волна) в 2009 году открыт новый международный грузовой морской порт на побережье Чёрного моря Тамань.
16 мая 2018 года была открыта для легкового транспорта автодорожная часть Крымского моста. 23 декабря 2019 года Президент России В. В. Путин торжественно открыл железнодорожное движение по нему.

## Этимология
По одной из версий, слово «Тамань» происходит от адыгского (черкесского) темэн, что в переводе означает «болото», «плавни», «топь».
До захвата этих земель казаками здесь проживало одно из адыгских (черкесских) племён — хетук (адыг. хытыку), самоназвание которых переводится как «морской угол», «место». Крымские татары называли их адале, что в переводе означает «островитяне».
Также возможна связь с древними вариантами названия Тумен-Тархан и Таматарха, с которыми предположительно связано и название Тмуторокань. Об их изначальном звучании и его этимологии также высказывались различные версии.

## История
Античность
- Примерно в 592 году до нашей эры, на месте современной Тамани древние греки основали город Гермонассу. В связи с этим в 2008 году состоялось празднование 2600-летия Гермонассы-Тмутаракани-Тамани.
- До IV века здесь существовал греческий (боспорский) город-полис Гермонасса.

Средние века
- В раннесредневековый период в данной местности существовал византийский (или зависимый от Византии) город Таматарха (Матарха).
- В IX веке город был захвачен хазарами, которые занимали его до середины X века. Арабские источники этого периода называют город — Самкуш ал-йахуд (то есть Еврейский Самкуш), что может указывать о существовании здесь большой еврейской общины или о распространении иудаизма у хазарской знати.
- После разгрома Хазарского каганата в 965 году киевским князем Святославом Игоревичем, город перешёл под власть Руси. Русская Тмутаракань (Тмуторокань, Тмутороконь, Тьмуторокань, Тмуторотань, Торокань) стала столицей древнерусского Тмутараканского княжества (вторая половина X—XI век). В это время известен как крупный торговый город с хорошей гаванью. Через Тмутаракань поддерживались политические и экономические связи между русскими княжествами, народами Северного Кавказа и Византией. В городе преимущественно жили касоги (адыги), греки, аланы, русские и армяне.

Тмутаракань в X веке была обнесена мощной стеной из кирпича. В 1023 году князь Мстислав Владимирович, правивший в Тмутаракани с 988 по 1036 года, построил здесь церковь Богородицы. В 1068 году князь Глеб измерил море от Тмутаракани до Корчева (см. Тмутараканский камень). В конце XI века Тмутараканское княжество пало.
Многолетние археологические исследования и письменные источники позволили идентифицировать городище со следующими историческими именами:
- Половецкая Матарха (XII — первая половина XIII века);
- Монгольская Матрика (середина XIII — начало XIV века);
- Генуэзская Матрега (XIV—XV века).
- В 1449 году в Генуэзская республике был издан устав генуэзских колоний на Черном море. В нем упоминаются две колонии в Прикубанье — Матрика и Ло-Копа (совр. Славянск-на-Кубани).
- В конце XV века всё Северное Причерноморье было уступлено генуэзцами Османской Империи, которая закрепилась здесь на несколько веков.

Османское владычество
- На территории современной станицы в XVII—XVIII веках располагалась турецкая крепость Хункала (позже Таман).

Как при генуэзцах, так и при османах в поселении располагался один из крупных невольничьих рынков Северо-Западного Кавказа — вплоть до начала российского завоевания.
Иоганн Тунманн говоря о населении отмечал: 
Жители большею частью ясы (цихи), говорящие по черкасски, … остальные — армяне, евреи, греки, турки и т. д.
Вхождение в состав России

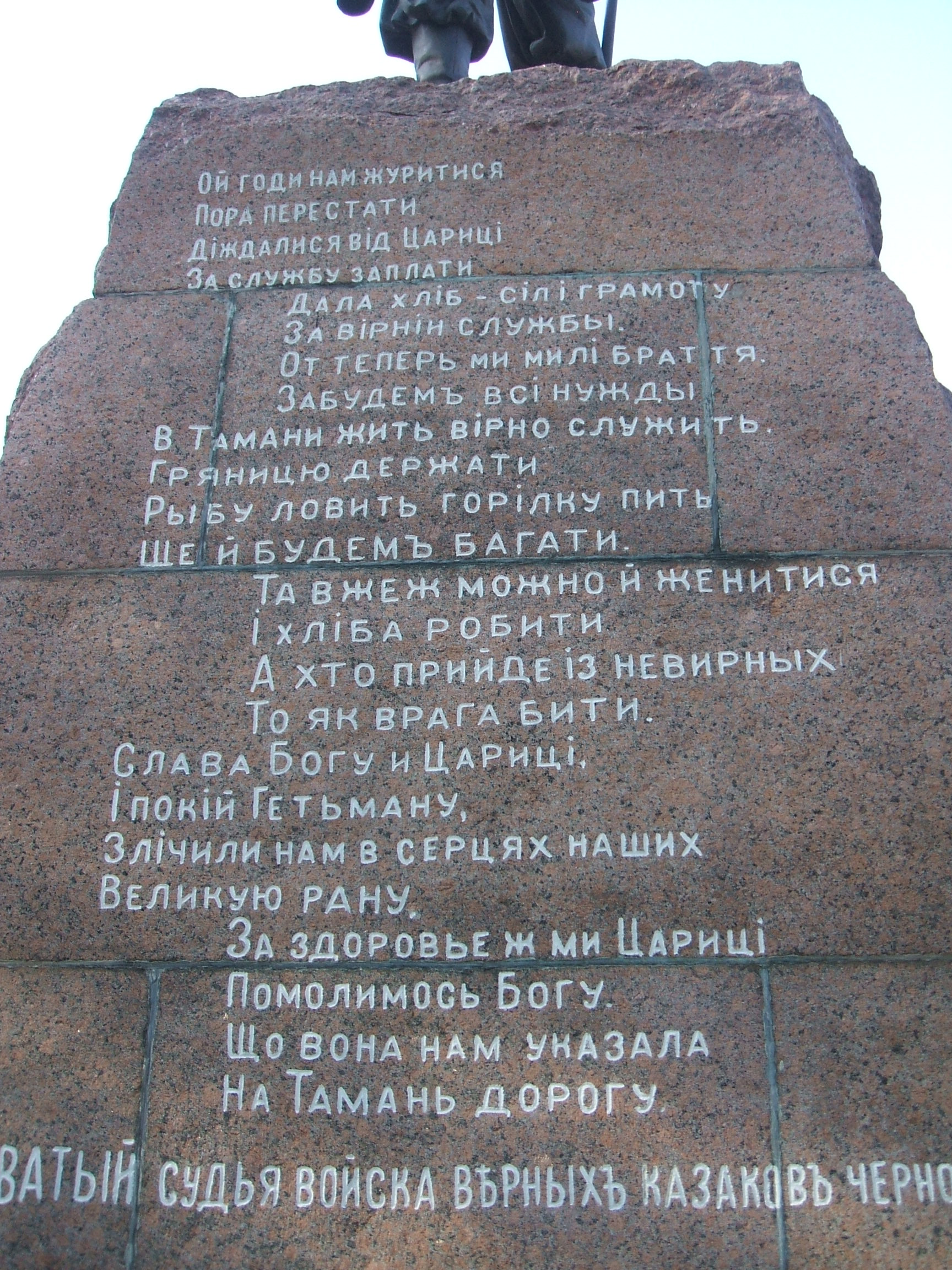
Стихотворное посвящение казачеству

25 августа 1792 года в районе современной станицы высадились черноморские казаки. Ведение крепостного строительства в данной стратегически важной точке — разрушенном в ходе взятия османском Тамане, доверили А. В. Суворову. Суворов приказал возводить оборонительные сооружения (на станичном участке они заняли больше 1200 метров). Остатки огромных насыпей видны на въезде в Тамань и поныне.
Екатерина II приказывала возвращать крепостям, отвоеванным у Турции, античные названия. Думая, что в данном месте находилась не Гермонасса, а Фанагория, картографы дали крепости ошибочное название (на самом деле раскопки последней ведутся в поселке Сенной — восточнее). С советских времен «псевдофанагорийская» крепость — уже исторический заповедник.
Тамань долго оставалась резиденцией войскового судьи Антона Головатого, местом базирования казачьей флотилии.
До 1849 года Тамань формально считалась городом, но при этом управлялась правлением станицы Ахтанизовской, с 1849 года — станица.
12 (24) сентября 1855 года в ходе Кавказской кампании Крымской войны, англо-французский десант занял оставленную русским гарнизоном Тамань. Союзники вступили в крепость Фанагорию (на самом деле «Суворовскую Фанагорию» — псевдофанагорийскую крепость, см. выше, не путать с выявленным позже памятником археологии в посёлке Сенной), и закрепились в ней. 15 (27) сентября им удалось совершенно сжечь полуразрушенную Тамань.
После того, как ополчению черкесского князя Сефер-бея не удалось прорвать Черноморскую кордонную линию, войска англо-французов отказались от дальнейшего наступления на Темрюк, где были сосредоточены российские войска.
С 1888 года входит в Темрюкский отдел Кубанской области (ныне Темрюкский район Краснодарского края).
Новейшее время

Мемориал Великой Отечественной войны в Тамани

В годы Великой Отечественной войны Тамань стала ареной ожесточенных кровопролитных сражений. 
1 сентября 1942 года части немецкой 46-й пехотной и румынской 3-й горнострелковой дивизий переправились через Керченский пролив. Переправа получила кодовое наименование «Операция „Блюхер“».
В ночь на 2 сентября 1942 года 46-я пехотная дивизия на 24 паромах 1-й десантной флотилии капитан-лейтенанта Гиле, паромах Зибеля, десантных саперных и штурмовых лодках причалила к северо-западному берегу Таманского полуострова. Десантную операцию прикрывали 3-я флотилия тральщиков капитана третьего ранга Хёльцеркопфа и ВВС. Высадка осуществлялась в районе населенного пункта Ильич.
По советским источникам, 3 и 4 сентября 1942 года подразделения советской морской пехоты на Таманском полуострове вели бои с 46-й пехотной дивизией. 4 сентября 1942 года 46-я пехотная дивизия вермахта заняла Тамань.
В сентябре 1942 года дивизия прошла по Таманскому полуострову, к октябрю 1942 вышла к перевалам в районе Туапсе (верховья реки Гунайка) и оседлала западные отроги Кавказа, однако далее немецкие войска продвинуться не смогли. После поражения немецких войск на Северном Кавказе в марте 1943 года дивизия отошла к кубанскому плацдарму.
3 октября 1943 года подразделения 107-й стрелковой бригады и 5-й гвардейской танковой бригады в ходе Новороссийско-Таманской операции освободили Тамань. Бои на Таманской земле завершили битву за Кавказ и окончательное освобождение Кубани от нацистских захватчиков.
4 сентября 2008 года викарием Екатеринодарской и Кубанской епархии — епископом Ейским Тихоном, была освящена православная часовня в честь Фёдора Ушакова.

## Население
| 1939 | 1959  | 1979  | 2002  | 2010    | 2021    |
| ---- | ----- | ----- | ----- | ------- | ------- |
| 7993 | ↘5235 | ↗8343 | ↗9297 | ↗10 027 | ↗10 827 |

Национальный состав
По данным Всероссийской переписи населения 2002 года:
| Народ           | Численность, чел. | Доля от всего населения, % |
| --------------- | ----------------- | -------------------------- |
| русские         | 7149              | 76,9 %                     |
| татары          | 989               | 10,6 %                     |
| крымские татары | 424               | 4,6 %                      |
| украинцы        | 273               | 2,9 %                      |
| другие          | 462               | 5,0 %                      |
| Всего           | 9297              | 100,0 %                    |

## Администрация
| Глава Таманского сельского поселения                                                                                             | Хорошилов Максим Александрович |
| Заместитель главы Таманского сельского поселения Темрюкского района (по вопросам ЖКХ и благоустройства поселения)                | Рева Олег Анатольевич          |
| Заместитель главы Таманского сельского поселения Темрюкского района (по социальным вопросам и курортно-туристическому комплексу) | Вовк Юлия Александровна        |

## Образование
В Тамани функционирует 6 образовательных учреждений (2 школы, 3 детских сада, 1 учреждение доп. образования):
- МБОУ Средняя общеобразовательная школа № 9
- МБОУ Средняя общеобразовательная школа № 28
- МБДОУ ЦРР Детский сад № 33
- МБДОУ Детский сад № 35
- МБДОУ Детский сад № 36
- МБОУ ДОД «ДШИ»

## Культура
В станице расположено 4 библиотеки (2 из них на базе школ):
- библиотека МБОУ СОШ № 9
- библиотека МБОУ СОШ № 28
- библиотека Дома Культуры
- Детская библиотека

Также в Тамани расположен Дом Культуры.

## Транспорт
На территории Таманского сельского поселения, в посёлке Волна, находится морской порт Тамань.
В Тамани функционирует автовокзал, принимающий автобусы муниципального и межрегионального следования. Установлена автомобильное и железнодорожное сообщение с Республикой Крым, через Крымский мост.
Также в станице 1 октября 2019 года была открыта железнодорожная станция Тамань-Пассажирская, расположенная на пути следования поездов между Крымом и материковой частью России. С каждым годом количество направлений следования поездов увеличивается.

## Экономика
На территории станицы и сельского поселения особое развитие получили курортный туризм и виноделие. Близость одноимённого порта и Крымского моста вносят существенный вклад в экономику станицы.

## Достопримечательности
В Тамани расположены многовековые памятники и различные музеи. В том числе:
- Музей-заповедник «Фанагория», где находятся экспонаты, посвящённые одноимённому городу-государству.

- Таманский археологический музей
- Этнопарк Атамань
- Дом-музей М. Ю. Лермонтова
- Грязевой вулкан Карабетова сопка. А также другие рукотворные и природные памятники.

## Станица в искусстве
- В Тамани происходит действие одноимённой части романа М. Ю. Лермонтова «Герой нашего времени».

## Известные уроженцы
- Родившиеся в Тамани:

## Топографические карты
- Лист карты L-37-98 Тамань. Масштаб: 1 : 100 000. Состояние местности на 1988 год. Издание 1989 г.